# Orașul Liber Danzig (epoca napoleonică)
Orașul Liber Danzig, uneori numit Republica Danzig a fost un oraș-stat autonom fondat de Napoleon Bonaparte pe 9 septembrie 1807, în urma capturării Danzigului în mai. După Congresul de la Viena din 1814-1815, Danzigul a fost reîncorporat Prusiei.
Acesta a existat între 1807 și 1814, incluzând orașul Danzig, împrejurimile sale rurale și peninsula Hel.

## Istorie
După un asediu al orașului al trupelor franceze la mijlocul lunii martie până pe 27 mai 1807, acesta este predat Franței. Pe 21 iulie 1807, orașul Danzig a fost proclamat, împreună cu o zonă adiacentă de la gura de vărsare a râului Vistula ca Orașul Liber Danzig. În conformitate cu articolul 19 din Tratatul de Pace de la Tilsit, Danzigul a fost declarat oraș liber pe o rază de două mile germane de către Napoleon I sub protecția regilor Prusiei și Saxonia.
Mareșalul François Joseph Lefebvre, comandantul asediului Danzigului, a primit titlul onorific de „Duce de Danzig” din partea lui Napoleon, însă actualul conducător al orașului a fost guvernatorul francez, generalul Jean Rapp.
După eșecul invaziei franceze a Rusiei în 1812, armata rusă a început asediul cetății Danzig la sfârșitul lunii ianuarie a anului 1813. Aproximativ 40.000 de soldați francezi se găseau în acel moment în oraș. După retragerea trupelor franceze din 2 ianuarie 1814, orașul liber Danzig a fost reunit cu provincia prusacă, Prusia de Vest, în conformitate cu prevederile Congresului de la Viena.